# アルコ センチュリー855形ディーゼル機関車
アルコ センチュリー855（C855）は、1964年6月にアルコ(Alco)が製造した8動軸の電気式ディーゼル機関車である。ディーゼルエンジンと発電機のセットを2組搭載し、出力は5,500馬力(4,100kW)に達した。車軸配置は、2軸台車を前後に2組ずつ配置したB+B-B+Bである。

## 解説
本形式は、ユニオン・パシフィック鉄道(UP)がガスタービン機関車を置き換えるために各社に製造させた、エンジンを2基搭載した大馬力機関車のひとつである。設計のコンセプトは、センチュリー・シリーズであり、アルコの251C型エンジンと交流発電機と整流器との組み合わせを2組搭載した。同時期に製造されたゼネラル・エレクトリックのU50、GM-EMDのDD35に比べ、出力において500馬力優位にあった。
車体前後に2つずつある2軸台車は、それぞれ2つを1組として台車中心部がスパン・ボルスターと呼ばれる梁で連結されており、そのスパン・ボルスターの中心部が車体と接続することで、擬似的なボギー構造となっていた。
台枠は魚腹型であり、魚腹部分が燃料タンクとなっている。ランボード外側に、台車に向かって垂れ下がって装架されている箱は、砂箱である。通常はフード内に置かれるが、本形式ではフード内にスペースがなかったために押し出された格好になっている。
製造されたのは、運転台のあるAユニットが2両、運転台のないBユニットが1両の計3両のみで、他社の機関車のように量産されることはなかった。1972年2月に解体された。